# Charles Mendl

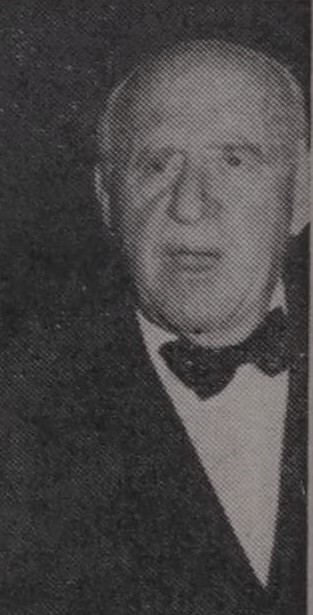
Charles Mendl (1949)

Sir Charles Simon Mendl (* 14. Dezember 1871 in London, England; † 14. Februar 1958 in Paris, Frankreich) war ein britischer Diplomat und Filmschauspieler.

## Leben
Charles Mendl wurde 1871 in London als zweiter Sohn von Ferdinand Mendl und Jeanette Rachel geboren. Sein älterer Bruder war Sigismund Mendl. Er besuchte die Harrow School und gründete anschließend eine Filiale des Getreideimportunternehmens seines Vaters in Buenos Aires. Im Jahr 1912 arbeitete er in Paris für eine Gruppe südamerikanischer Eisenbahngesellschaften als Finanzagent, nachdem er in Südamerika als Eisenbahndirektor gearbeitet hatte.
Er diente im Ersten Weltkrieg als Nachrichtenoffizier in der 25. Infanteriebrigade und verließ die Brigade, nachdem er im Jahr 1915 schwer verletzt wurde, als ein Pferd auf ihn fiel.

### Diplomat
Im Jahr 1918 arbeitete er in Paris für den Geheimdienst der Admiralität und war während der Pariser Friedenskonferenz der britischen Botschaft zugeteilt.
Mendl wurde 1924 für seine Verdienste um die Krone zum Knight Bachelor ernannt, angeblich weil er Briefe eines Gigolos beschafft hatte, der Prinz George, Herzog von Kent, erpresst hatte. Die Franzosen glaubten, die Auszeichnung sei für seine Verdienste im Zusammenhang mit Spionage erfolgt. Ministerratspräsident Pierre Laval glaubte, Mendl arbeite für den britischen Geheimdienst, und beschuldigte ihn, den Hoare-Laval-Pakt durchsickern zu lassen, der große Teile Äthiopiens dem faschistischen Italien zugesprochen hätte. Mendl hatte einen Teil seines Gehalts für 1922 aus Mitteln des Geheimdienstes erhalten.
Dank seiner Verbindungen konnte er den Sozialisten Léon Blum nach seiner Wahl im Jahr 1936 in die Botschaft einladen, ohne dass der Botschafter George Russell Clerk ihn jemals getroffen hatte. Mendl unterstützte zusammen mit dem damaligen Botschafter Eric Phipps die Beschwichtigungspolitik, indem er im März 1938 die Bedeutung Winston Churchills herunterspielte und versuchte, Anthony Eden im Juni 1939 von einer Rede in Paris abzuhalten.
Bei der Besetzung Frankreichs durch die Nazis im Jahr 1940 wurde Mendl gezwungen, in die USA auszureisen, und lebte dort in Beverly Hills. Mendl trat 1946 in Alfred Hitchcocks Film Berüchtigt in der Rolle des Commodore auf, der auf einer Party Ingrid Bergmans Figur kennenlernt. 1947 moderierte Mendl eine Fernsehsendung namens The Sir Charles Mendl Show.
Nach dem Ende des Zweiten Weltkrieges kehrte er nach Frankreich zurück.

### Privat
Mendl war von 1926 bis zu ihrem Tod 1950 mit Elsie de Wolfe verheiratet. Die Hochzeit fand im britischen Konsulat in Paris statt. De Wolfe lebte in einer lesbischen Beziehung mit Elisabeth Marbury, und die Ehe erlaubte ihr, den Titel „Lady“ zu verwenden. De Wolfe zahlte Mendl ein monatliches Taschengeld, und die beiden lebten nicht zusammen.
Nach de Wolfes Tod im Jahr 1950 heiratete Mendl Yvonne Steinbach, die 1956 starb.

## Filmografie
- 1946: Berüchtigt
- 1947: Ivy